# 제지술

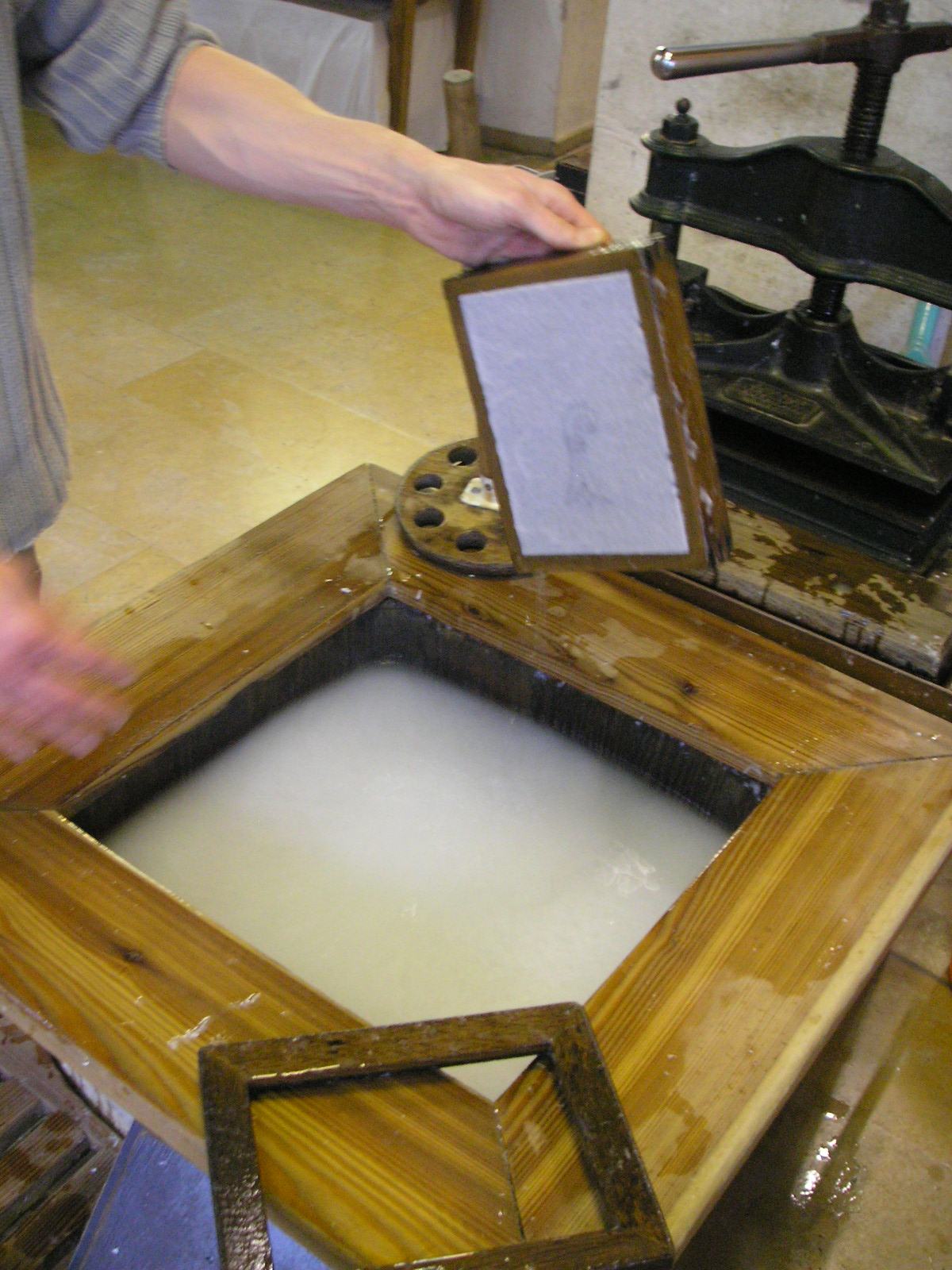

제지술(製紙術)은 종이를 생산하는 기술을 말한다. 섬유질을 불리고 약품 처리하고 풀어낸 뒤에 펴서 말려서 만든다. 중국의 환관인 채륜이 AD 105년에 발명하였다. 질감과 품질을 위해 광물질도 들어간다.

## 제지공업
제지공업은 펄프·폐지를 주원료로 하여 각종 종이·종이제품을 생산하는 산업으로 경제규모 및 소득수준과 밀접한 관계가 있다. 따라서 일반 경기동향에 크게 좌우되는 면이 있으나 GNP의 성장에 비례하는 특성을 지니고 있다. 이와 같은 특성에 의거해 각국은 자급체제를 갖추고 있는 것이 일반적인 형상으로 한국의 경우도 일부 특수지를 제외하고는 전반적인 자급체제를 실현하고 있으며 지류의 총수요량 중에서 내수의 비주이 90% 이상을 차지하고 있는 등 내수산업으로서의 기반을 구축하여 왔다.  그러나 1986년 이후 수출입의 비중이 점진적으로 제고되는 구조적인 변화가 일어나고 있는데, 즉 업계의 기술향상에 3저현상에 따른 국제경쟁력의 제고로 아트지·백상지 중심의 수출이 크게 증가하였으며 1980년대 전반까지 감소추세를 보였던 수입도 소비 패턴의 고급화 및 각종의 수입자유화 조치에 편승하여 일부 특수지를 중심으로 증가하고 있다. 한편 제지공업이 제조업에서 차지하고 있는 비중은 1986년 이후의 국내경기의 활성화와 선거·올림픽 특수에 언론·출판의 규제완화 등 산업환경의 부양에 힘입어 총수요와 생산이 점차 높아지고 있으며 반면에 공장자동화의 진전으로 산업별 종업원수는 낮아지고 있다.  그러나 국민1인당 지류소비량은 여전히 저위에 있고 특히 펄프 생산량은 부존자원의 부족으로 원재료의 대부분을 수입에 의존하고 있으며 영세기업이 전체의 80% 이상인 업계 구조와 내수중심의 수급구조 등으로 규모의 경제성과 국제경쟁력에 있어서 취약한 실정이다.

### 펄프의 수급
지류의 생산 및 소비가 급증하면서 주원료인 펄프의 생산량도 1985∼1989년중 연평균 3.9%의 증가를 보였고 1989년의 총생산량은 1억6,390만4,000M/T에 달했다. 지역별 생산비중을 보면 삼림자원이 풍부한 북미 지역이 48.8%, 북유럽 지역이 13.2%, 동유럽 지역이 8.9% 등으로 70.9%를 차지하고 있으며, 아시아 지역은 1985년의 13%에서 1989년에는 14.6%로 높아졌다.  소비량의 동기간중 연평균 4.1%의 증가를 나타내 1989년의 총소비량은 1억6,533만2,000M/T에 달했다. 지역별 소비비중을 보면 북미가 43.1%, 북유럽이 13.2%, EC 11.5% 등으로 67.8%를 차지하고 있는데, 지역별 생산비중과 소비비중을 비교해 볼 때, 북미·북유럽 지역은 균형을 이루고 있는 반면에 동유럽 지역은 소비비중이 낮고 EC는 소비비중이 높은 구조를 보이고 있다. 아시아 지역의 1989년 소비비중은 25.3%로 역시 소비비중이 높은 구조를 나타내고 있다.  전반적으로 생산증가율이 소비증가율에 미치지 못하고 있는 것은 지류수요의 예상 외의 신장과 고액의 설비투자 및 설치기간의 장기화가 요구되는 자본집약적 장치산업이라는 제지공업의 특성에 기인한 것으로 이는 만성적인 펄프 가격의 상승을 유발하고 있다.  국제 원자재시장에서 펄프가격은 1985년 톤당 370달러에서 1989년 초에는 870달러로 급등하였는데, 이는 수급의 불일치가 주요인이지만 펄프 ― 제지의 일관생산체제 구축과 부가가치의 제고를 위해 기존의 수출국들이 펄프의 수출에서 지류제품의 수출위주로 전환하고 있는 것도 한 요인으로 작용하고 있다.

### 제품의 수급
1986년 이후 세계적인 경기호황으로 지류의 소비가 급속히 신장하여 생산면에서 1985∼1989년 중 연평균 4.8% 증가를 나타냈으며 1989년의 총생산량은 2억 3,317만M/T에 달했다. 지역별로는 삼림자원이 풍부하고 문화수준이 높은 북미, EC 및 노르웨이·스웨덴·핀란드 등 북유럽 3국, 일본 등이 전체의 70% 정도를 차지하고 있는데, 특히 NICS·중국 등의 생산이 급증한 아시아 지역의 생산비중이 동기간중 19.8%에서 23%로 신장되었다. 지종별로는 관련산업의 발전 및 국민소득수준의 향상으로 포장용지·판지 및 인쇄용지의 생산이 높은 증가율을 보이고 있다.  지역별 지류소비를 보면 생산비중과 마찬가지로 북미·EC 및 노르웨이·스웨덴·핀란드 등 북유럽 3국, 일본 등 전체의 70% 정도를 차지하고 있는데, 아시아 지역의 경우 1985년 21.8%에서 1989년에는 25.3%로 높아졌다.

### 대한민국

#### 펄프 생산
1980년대 중반 이후 지류의 수요증대에 따라 지류의 생산능력은 크게 신장된 것에 비해 펄프의 생산능력은 감소한 반면에 가동률은 높아졌다. 이는 국내에서 생산되는 펄프 중 쇄목(碎木) 펄프(GP)가 지류의 고급화에 따른 수요감소로 설비를 감축하였으며, 표백(漂白) 크라프트 펄프(BKP)의 증설이 없었던 점에 기인한 것으로 전체 생산능력은 1985년 40만3000M/T에서 1989년 말에는 39만M/T으로 감소했고 가동률은 66.3%에서 77.2%로 높아졌다.  그동안 제지업계가 양적으로나 질적으로 성장해 온 것은 사실이나 주원료의 자급도가 낮은 것이 큰 취약점이다. 신문용지 제조용에 사용되는 쇄목펄프는 거의 자급이 가능해 현재로서는 별문제가 거의 없으나 화학펄프는 자급률이 20% 내외이므로 나머지 80%는 수입에 의존할 수밖에 없는 형편이다. 업계에서는 다각적인 대책을 강구하고 화학펄프 증설을 검토하고 있으며, 해외합작 투자도 계획하고 있다. 또 종이 및 판지 원료 중 70%를 차지하고 있는 폐지사용 확대를 위해 탈묵방법 개선, 탈묵약품개발에도 노력하는 등 원료안정 공급을 위해 힘쓰고 있다.

#### 지류 생산
1980년대 중반 이후 관련산업의 경기호조에 따른 내수증대와 인쇄용지 및 판지를 중심으로 한 수출증대에 따라 설비신·증설투자가 활발해져 1985∼1989년 중 연평균 16.7% 증가를 보였으며 1996년 말에는 888만M/T에 달하고 있다.  지종별로는 판지가 가장 높은 신장세를 보였고 신문용지·기타지·인쇄용지 등도 높은 신장세를 보인 반면에 크라프트지는 종이제품의 소비구조의 변화로 생산시설의 일부 지종변경이 일어나 감소하였다.  설비투자에 있어서는 1993∼1994년 시작한 일부 업체의 신·증설이 일부 가동에 들어갔으며 신호·아세아 등 15개 사가 인쇄용지, 라이너지 등을 연간 233만4,000M/T을 생산할 수 있는 설비를 완성했다.

## 같이 보기
- 제지 공장

## 참고 문헌
1. ↑  [네이버 지식백과] 채륜 [蔡倫] - 문자를 쓸 수 있는 종이를 개발하다 (인물세계사, 김정미).....채륜은 화제로부터 두터운 신뢰를 받아...(중략) 그는 105년 기존의 포장지 개념이었던 종이를 개량하여 글을 쓸 수 있는 종이를 개발하였다. 그가 만든 종이는 학문발전에 있어 일대의 혁명과도 같은 것이었다. 이전에 문자 기록은 무겁고 부피가 큰 대나무나 나무판자 혹은 고가의 비단을 이용해야만 했기에 많은 한계가 있었지만 채륜이 글을 쓸 수 있는 가볍고 저렴한 종이를 개발함으로써 문자의 기록과 학문전달은 이전과는 획기적으로 다른 차원의 세계를 맞게 된다.